# 司馬季主
司馬季主（?—?），西汉占卜師，楚国人，在长安东市營業。宋忠、贾谊问卜时，他向宋忠、贾谊说出了自己对当时的国家政治和社会的一些独到的的看法，以为上位者不可务华而丧其身。宋忠、贾谊认为他是个贤者。《史记》日者列传独记司马季主。

## 延伸阅读
[在维基数据编辑]
 《史記/卷127》，出自司馬遷《史記》